# Хордаланд
Хордаланд (норв. Hordaland) је округ у западном делу Норвешке. Управно седиште округа је град Берген, други по величини град Норвешке. Значајан је и град Лејрвик.
Површина округа Хордаланд је 15.440,03 km², на којој живи око 490 хиљада становника.
Грб Хордаланда потиче из 1961. године.

## Положај и границе округа
Округ Хордаланд се налази у западном делу Норвешке и граничи се са:
- север: округ Согн ог Фјордане,
- исток: округ Бускеруд,
- југоисток: округ Телемарк,
- југ: округ Рогаланд,
- запад: Северно море.

## Природни услови
Хордаланд је приморски округ. Већи део округа у источном делу је планински, док је западни приобални, са више долина и мањих равница уз море.
Округ излази на Северно море. Обала је веома разуђена, са мноштвом малих острва и полуострва. У средишњем делу налази се велики Хардангерски фјорд. Најзначајнија острва су Сторет, Тиснесоја, Сотна и Бемле. У округу постоји и много малих језера.

## Становништво
По подацима из 2010. године на подручју округа Хордаланд живи близу 440 хиљада становника, већином етничких Норвежана.
Округ последњих деценија бележи знатно повећање становништва. У последњих 3 деценије увећање је било за приближно 30%.
Густина насељености - Округ има густину насељености је 31 ст./км², што је 2,5 пута више од државног просека (12,5 ст./км²). Приобални део округа на западу је много боље насељен него планински део на истоку.

## Подела на општине
Округ Хордаланд је подељен на 33 општине (kommuner).